# エル・セイボ州
エル・セイボ州（エル・セイボしゅう、スペイン語: Provincia de El Seibo）はドミニカ共和国の州である。州都はエル・セイボ。

## 隣接州
- ラ・アルタグラシア州
- ラ・ロマーナ州
- サン・ペドロ・デ・マコリス州
- アト・マジョール州

## 下位行政区画

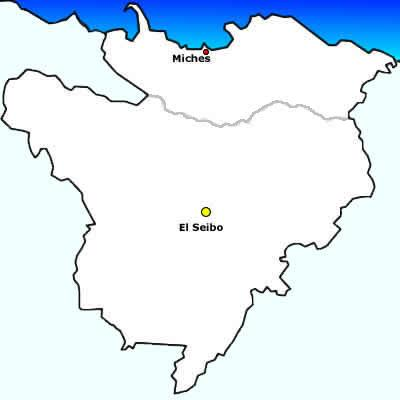
エル・セイボ州の基礎自治体

1. ミチェス（英語版）
2. エル・セイボ（英語版）